# Emilia Fadini
Emilia Fadini (Barcellona, 11 ottobre 1930 – Gorlago, 16 marzo 2021) è stata una clavicembalista, pianista e musicologa italiana. Sorella del critico teatrale Edoardo Fadini, è considerata fra i pionieri dello studio e dell'esecuzione storicamente informata della musica antica in Italia.

## Biografia
Si è diplomata in pianoforte e in clavicembalo presso il Conservatorio Giuseppe Verdi di Milano.
Ha insegnato nei Conservatorio Claudio Monteverdi di Bolzano e Verona ed è stata docente di clavicembalo in quello di Milano, dove, alla fine degli anni settanta, ha partecipato alla fondazione dei "Corsi Popolari Serali di Musica" (CPSM). Cessato l'insegnamento in conservatorio nel 1991, ha istituito i corsi di musica antica presso la Scuola Musicale di Milano, dove ha insegnato clavicembalo, fortepiano e clavicordo. 
Alla sua scuola si sono formati numerosi clavicembalisti assurti in seguito a fama internazionale, quali Ottavio Dantone, Enrico Baiano, Andrea Coen.
Frutto dei suoi studi sono le numerose pubblicazioni saggistiche, soprattutto sui temi della interpretazione della musica antica per gli strumenti a tastiera e della mensuralità.
Ha svolto attività concertistica internazionale, sia al clavicembalo che al fortepiano.
Nel 1978 ha iniziato la pubblicazione, per la Casa Ricordi, di una nuova revisione delle Sonate di Domenico Scarlatti in dieci volumi, di cui nove già usciti. La casa discografica Stradivarius le ha affidato la direzione dell'incisione integrale delle Sonate,  che prevede la collaborazione di diversi clavicembalisti italiani. Di tale raccolta la Fadini ha inciso il primo CD al clavicembalo e il quinto al fortepiano, oltre ai trenta Essercizi per gravicembalo.
Sempre per la Casa Ricordi ha pubblicato le composizioni per clavicembalo di Alessandro Poglietti.
Nel 2006 è apparsa, intervistata accanto a José Saramago, Gustav Leonhardt, Salvatore Sciarrino e altri, nel lungometraggio su Domenico Scarlatti Un gioco ardito del regista Francesco Leprino.
Ha fatto parte di giurie in concorsi clavicembalistici internazionali, quali quelli di Nantes (1984) e Parigi (1987).
Per le Edizioni Musicali Cielo suonò il cembalo in Madama Dorè, O che bel castello, È arrivato l'ambasciatore, La bambina è della mamma.

## Edizioni curate da Emilia Fadini
- 1978 - Domenico Scarlatti - Sonate per clavicembalo, volumi 1-10, Ricordi
- 1984 - Alessandro Poglietti - Composizioni per il cembalo, Ricordi

## Discografia
- 2000 - Scarlatti - Complete Sonatas (Stradivarius)
- 2003 - Scarlatti - Complete Sonatas (Stradivarius)
- 2007 - Domenico Scarlatti - Complete sonatas vol.5 (Stradivarius)
- 2008 - Domenico Scarlatti - Complete sonatas vol.11 Essercizi per gravicembalo (Stradivarius)